# Alfred Spindler (Jurist)
Alfred Spindler (* 23. Juli 1888 in Brandenburg an der Havel; † 16. Juli 1948 in Polen) war ein deutscher Jurist sowie während der Zeit des Nationalsozialismus Finanz- und Oberfinanzpräsident in der Reichsfinanzverwaltung.

## Leben
Spindler besuchte das Gymnasium und beendete seine Schullaufbahn 1906 mit dem Abitur. Er studierte Rechtswissenschaft an der Eberhard-Karls-Universität und wurde 1906 Mitglied des Corps Suevia Tübingen. Von 1915 bis 1918 nahm Spindler als Kriegsfreiwilliger im Offiziersrang am Ersten Weltkrieg teil und nahm 1919 als Angehöriger des Schützenregiments „Groß Berlin“ an der Niederschlagung des Spartakusaufstands teil.
Am 15. Januar 1920 trat er in die Reichsfinanzverwaltung ein, wurde dort am 1. April 1920 zum Regierungsrat und am 1. Juni 1923 zum Oberregierungsrat befördert. Seit Mai 1924 war er Vorsteher des Finanzamts Hildesheim, ab April 1931 leitete er das Finanzamt Kassel. Nach der Machtergreifung durch die Nationalsozialisten leitete er ab Anfang Mai 1936 als Finanzpräsident die Steuerabteilung des Oberfinanzpräsidiums München.
Spindler, der zwischen 1927 und 1933 Mitglied der DVP und DNVP gewesen war, trat im September 1933 der SA und Anfang Mai 1937 der NSDAP (Mitgliedsnummer 3.994.812) bei.
Nach Ausbruch des Zweiten Weltkrieges leitete Spindler ab Anfang Dezember 1939 als Finanzpräsident in der Regierung des Generalgouvernements die Abteilung Finanzen. In dieser Funktion wurde er im März 1940 zum Hauptabteilungsleiter und danach zum Präsidenten der Hauptabteilung Finanzen im Generalgouvernement ernannt. Ende Dezember 1941 endete Spindlers Tätigkeit im Generalgouvernement. Sein Nachfolger als Präsident der Hauptabteilung Finanzen im Generalgouvernement wurde Hermann Senkowsky. Spindler schied ebenso wie der Präsident der Hauptabteilung Innere Verwaltung Eberhard Westerkamp aus der Regierung des Generalgouvernements aus. Die Gründe lagen in einer von Hans Frank gehaltenen Rede, wo dieser am 16. Dezember 1941 vor hochrangigen Vertretern des Generalgouvernements wenig verklausuliert vom bevorstehenden Massenmord an den Juden sprach. Nach Westerkamps Aufzeichnungen äußerte sich Spindler ihm gegenüber nach dem Ende von Franks Rede folgendermaßen: „Noch in der Tür inmitten anderer sprach er mich niedergeschlagen und nicht besonders leise mit den Worten an: Kann man denn unter solchen Umständen überhaupt noch hier weiterarbeiten, Herr Westerkamp? Das ist doch einfach unmöglich“.
Spindler kehrte in den NS-Staat zurück und wurde vom 1. Januar 1942 bis zum 30. Mai 1945 als Oberfinanzpräsident Leiter des Oberfinanzpräsidiums Weser-Ems mit Sitz in Bremen. Am 11. Juni 1945 wurde Spindler festgenommen und Ende 1946 nach Polen ausgeliefert, wo er in der Untersuchungshaft starb.